# César Pelli

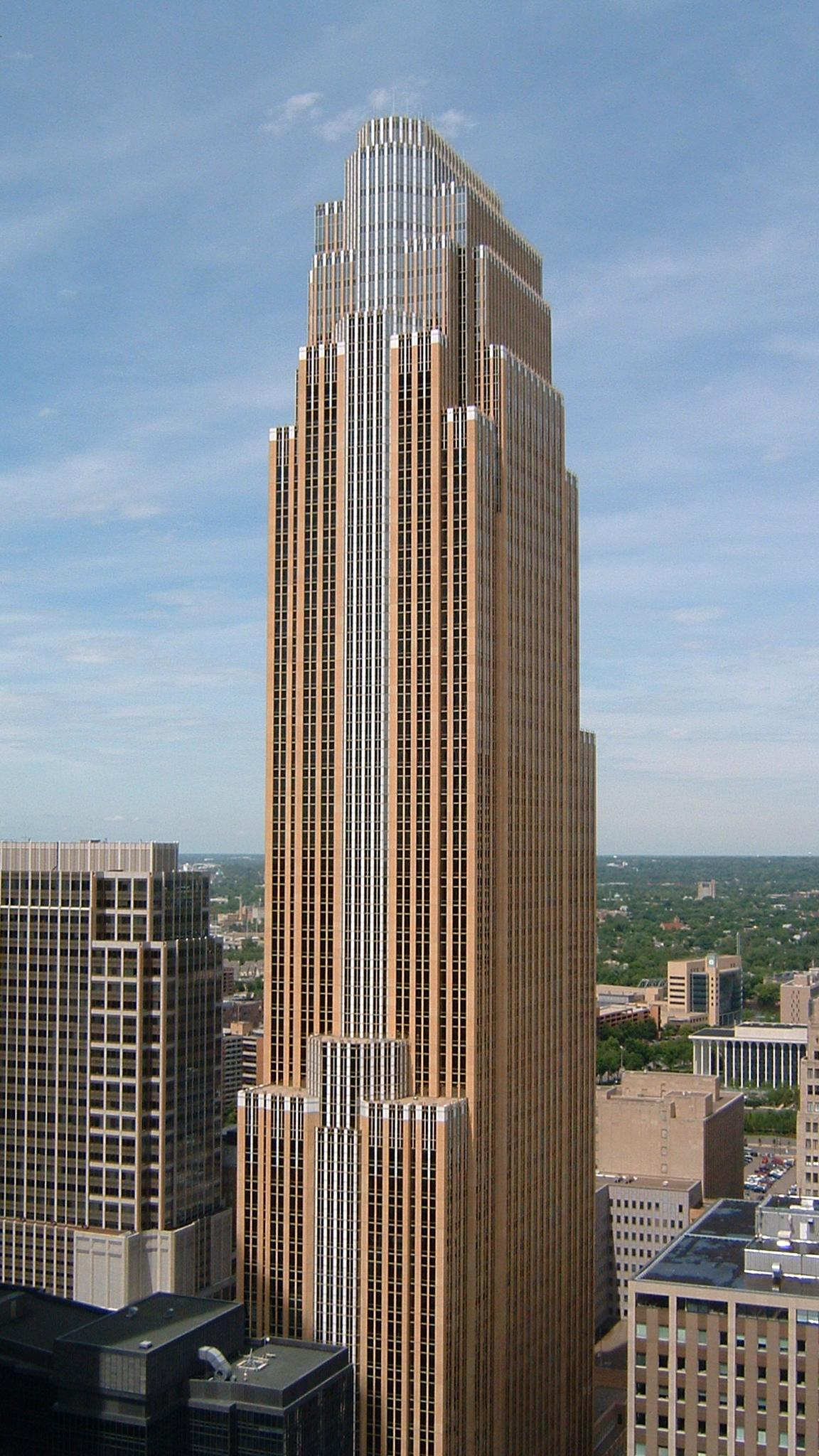
Trung tâm Wells Fargo, Minneapolis, Mỹ

César Pelli (sinh 12 tháng 10 năm 1926 tại Tucumán, Argentina) là một kiến trúc sư nổi tiếng về thiết kế nhà cao tầng cao nhất thế giới và các công trình đánh dấu mốc khác trong đô thị.
Ông đứng đầu hãng thiết kế Cesar Pelli và cộng sự đặt trụ sở tại New Haven, Connecticut và New York, New York.

## Sự nghiệp và đồ án nổi tiếng

### Sự nghiệp
- Thành viên các dự án của Eero Saarinen
  - TWA Terminal Building, JFK Airport, New York, New York
  - Morse College & Stiles College, Đại học Yale
- Giám đốc thiết kế Daniel, Mann, Johnson & Mendenhall, Los Angeles
  - Xưởng thiết kế COMSAT, ở Clarksburg, Maryland, 1967-1968 (với kiến trúc sư phong cảnh Lester Collins) -  Lưu trữ ngày 3 tháng 5 năm 2006 tại Wayback Machine,  Lưu trữ ngày 30 tháng 7 năm 2012 tại Wayback Machine
- Làm việc cho Gruen Associates, Los Angeles, 1968-1976
- Năm 1977 thành lập hãng Cesar Pelli & cộng sự

### Công trình
- 1966: Worldway Postal Center, Sân bay quốc tế Los Angeles, California -
- 1967: Kukai Gardens housing, tại Honolulu, Hawaii -  Lưu trữ ngày 20 tháng 4 năm 2005 tại Wayback Machine
- 1969: Toà Thị chính của San Bernardino, California -
- 1972: Pacific Design Center Lưu trữ ngày 28 tháng 8 năm 2008 tại Wayback Machine, Los Angeles
- 1972: Đại sứ quán Hoa Kỳ tại Tokyo, Nhật Bản
- 1981-1987: World Financial Center, New York
- 1982-1984: Herring Hall của Đại học Rice, Houston, Texas -  Lưu trữ ngày 7 tháng 9 năm 2005 tại Wayback Machine,
- 1984: Residential Tower atop the Bảo tàng Nghệ thuật Hiện đại (Museum of Modern Art), New York
- 1984: Bảo tàng Mattatuck Lưu trữ ngày 8 tháng 10 năm 2006 tại Wayback Machine, Waterbury, Connecticut
- 1986: 1 Canada Square, London
- 1987: Blumenthal Performing Arts Center Lưu trữ ngày 27 tháng 8 năm 2007 tại Wayback Machine, Charlotte, Bắc Carolina
- 1987-1990: Carnegie Hall Tower, New York
- 1989: Trung tâm Wells Fargo, Minneapolis, Minnesota
- 1989: Gaviidae Common, Minneapolis -
- 1990: Trụ sở trung ương của NTT, Tokyo
- 1990: 181 West Madison in Chicago, a 50-story skyscraper -  Lưu trữ ngày 16 tháng 12 năm 2005 tại Wayback Machine,  Lưu trữ ngày 15 tháng 4 năm 2005 tại Wayback Machine
  - thought to be inspired by Saarinen's second place entry in Chicago's Tribune Tower competition -  Lưu trữ ngày 14 tháng 1 năm 2007 tại Wayback Machine
- 1991: Key Tower, Cleveland, Ohio
- 1991: Arnoff Center for Performing Arts, Cincinnati -  Lưu trữ ngày 25 tháng 4 năm 2013 tại Wayback Machine,  Lưu trữ ngày 7 tháng 2 năm 2007 tại Wayback Machine, , [liên kết hỏng]
- 1992: Bank of America Corporate Center, Charlotte
- 1993: Frances Lehman Loeb Art Center, Vassar College, Poughkeepsie, New York
- 1995: Trung tâm Wachovia, Winston-Salem, NC
- 1996: Residencial del Bosque, Thành phố México, México
- 1996: Banco República, Buenos Aires, Argentina
- 2003: Tháp Petronas, Kuala Lumpur, Malaysia
- 2003: Trung tâm Thể thao Ratner Lưu trữ ngày 16 tháng 6 năm 2008 tại Wayback Machine tại Đại học Chicago
- 2003: Two International Finance Centre, Hong Kong
- 2004-2005: BOK Events Center Tulsa, Oklahoma -  Lưu trữ ngày 28 tháng 10 năm 2005 tại Wayback Machine
- 2005: Trung tâm Cira, Philadelphia, Pennsylvania
- 2005: Repsol-YPF, Buenos Aires, Argentina
- ?-2006: Science and Engineering Research and Classroom Complex, Đại học Houston
- 2006: The Minneapolis Public Library's Central branch, completed, the collection is currently in transit to the branch, with anticipated opening in May
- 2008: St. Regis Residences & Hotel, Thành phố México, México
- 2010: Torre Mesoamericana, Tuxtla Gutiérrez, México